# Ranspach-le-Bas
Ranspach-le-Bas (Duits: Niederranspach) is een gemeente in het Franse departement Haut-Rhin in de regio Grand Est en telt 660 inwoners (2005). De plaats maakt deel uit van het arrondissement Mulhouse.

## Geografie
De oppervlakte van Ranspach-le-Bas bedraagt 4,4 km², de bevolkingsdichtheid is 150,0 inwoners per km².
De onderstaande kaart toont de ligging van Ranspach-le-Bas met de belangrijkste infrastructuur en aangrenzende gemeenten.

## Demografie
Onderstaande figuur toont het verloop van het inwonertal (bron: INSEE-tellingen).